# Ora legale

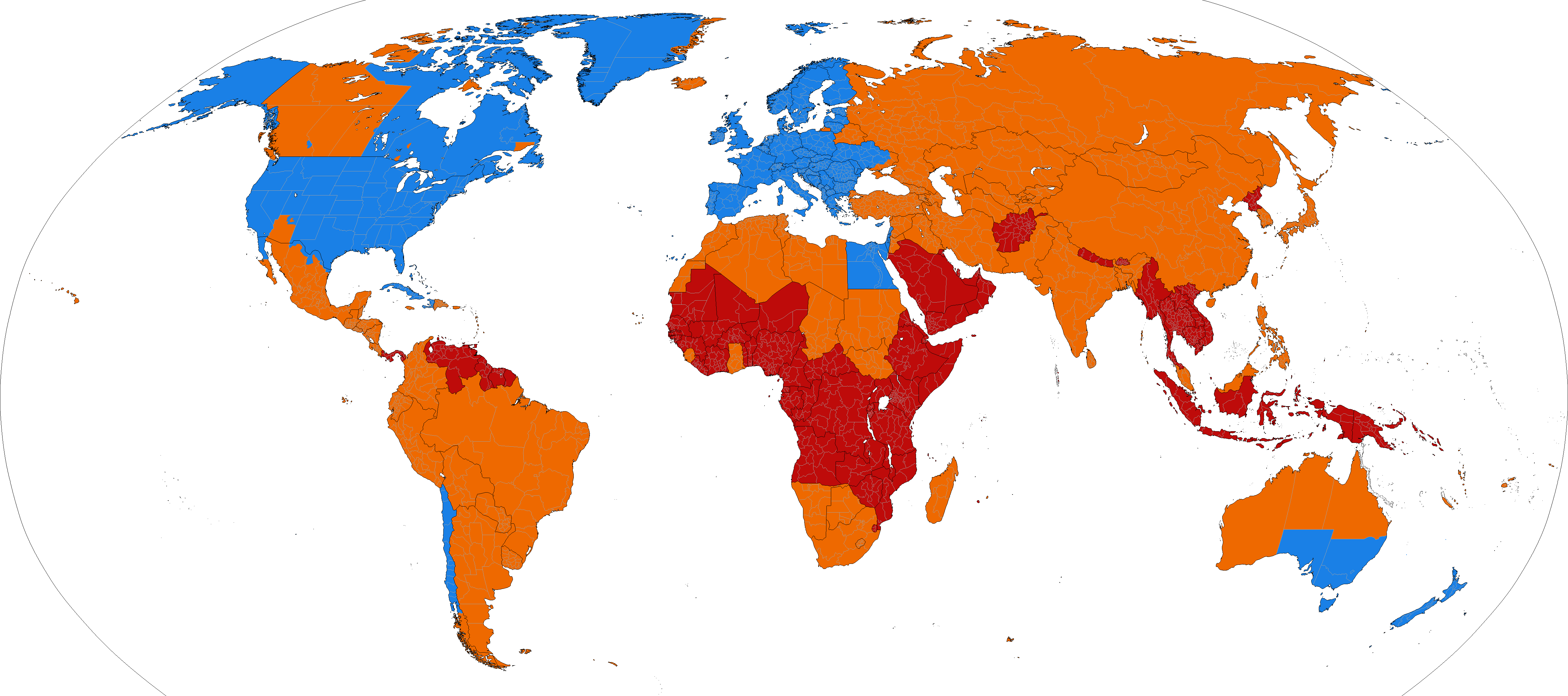
Stati che adottano il cambio d'ora.
Stati che hanno usato il cambio d'ora in passato.
Stati in cui non vi è mai stato il cambio d'ora.

     Stati che adottano il cambio d'ora.
     Stati che hanno usato il cambio d'ora in passato.
     Stati in cui non vi è mai stato il cambio d'ora.
L'ora legale è la convenzione di spostare avanti di un'ora l'orario indicato dagli orologi di uno Stato per sfruttare meglio l'irradiazione del sole durante il periodo estivo. Alcune nazioni usano una terminologia più diretta, chiamandola semplicemente "orario estivo". Una denominazione più precisa, riferita allo scopo del cambiamento d'orario piuttosto che alla stagione estiva, è "orario di risparmio in luce diurna" (dall'inglese: daylight saving time, DST).
Per contrasto, il termine ora solare indica l'orario statale utilizzato durante il periodo invernale, quando coincide con quello del meridiano del fuso orario di riferimento, chiamato anche "ora civile convenzionale". È importante precisare che tale riferimento vale a livello nazionale, poiché l'ora locale sarebbe tecnicamente diversa in ogni punto del globo terrestre, in quanto correlata alla posizione della Terra rispetto al Sole.
Circa il 25% della popolazione mondiale vive in una nazione che cambia due volte all'anno orario.

## Storia
Nelle società antiche e prima della diffusione degli orologi, l'organizzazione delle civiltà agricole si basava su bioritmi naturali, a differenza delle moderne civiltà industrializzate che impongono orari artificiali standardizzati. I contadini, che costituivano la grande maggioranza della popolazione, si alzavano sempre all'alba, seguendo inconsciamente il suo progressivo anticipo in primavera o ritardo in autunno: nell'impero romano la cosiddetta ora prima era sempre quella che seguiva il sorgere del sole, indipendentemente dall'istante in cui questo evento astronomico si verificasse. Nell'età contemporanea l'espediente dell'ora legale riproduce, almeno in parte, questo antico adattamento dei bioritmi umani alle stagioni.
Già nel 1784, Benjamin Franklin, l'inventore del parafulmine, pubblicò alcune riflessioni sul quotidiano francese Journal de Paris. In queste, Franklin si poneva l'obiettivo di risparmiare sulla spesa in candele, ma per la stravaganza delle proposte (come posizionare un cannone in ogni via per svegliare gli abitanti), le sue idee non trovarono seguito. In sostanza, Franklin non propose di spostare il tempo, ma di obbligare la popolazione ad alzarsi più presto attraverso varie forme di pressione (tassazione delle persiane, razionamento delle candele, divieto di circolazione notturna e una sveglia rumorosa all'alba).
La proposta di spingere la popolazione ad alzarsi prima modificando il riferimento orario ha origine dal lavoro dell'entomologo neozelandese George Vernon Hudson. Nel 1895, egli presentò un documento alla Società Filosofica di Wellington, proponendo uno spostamento in avanti degli orologi di due ore. L'idea venne ripresa pochi anni dopo dal costruttore britannico William Willett, trovando terreno fertile nel contesto delle esigenze economiche provocate dalla prima guerra mondiale: nel 1916 la Camera dei Comuni diede il via libera al British Summer Time, che prevedeva lo spostamento delle lancette un'ora in avanti durante l'estate. Molti paesi imitarono il Regno Unito poiché in tempo di guerra il risparmio energetico rappresentava una priorità.
In Italia l'ora legale venne applicata per la prima volta il 30 aprile 1916, alle ore 23:00.

## Vantaggi e svantaggi
Lo scopo dell'ora legale è consentire un risparmio energetico grazie al minore uso dell'illuminazione elettrica. L'ora legale non aumenta le ore di luce disponibili, ma induce un maggiore sfruttamento delle ore di luce naturale che altrimenti verrebbero sottoutilizzate a causa delle abitudini orarie consolidate. Ad esempio, si pensi a una persona che dorma ogni giorno dalle 23 alle 7: durante l'estate il sole sorge ben prima delle 7, quindi utilizzando l'ora legale è possibile sfruttare l'ora di luce dalle 6 alle 7 e ritardare di un'ora l'accensione della luce elettrica alla sera.
Terna, la società responsabile in Italia della gestione dei flussi di energia elettrica sulla rete ad alta tensione, stima annualmente il risparmio consentito dall'adozione dell'ora legale. La tabella seguente riporta questi dati per alcuni anni.
| Risparmio di energia elettrica mensile e annuo                                                    | Risparmio di energia elettrica mensile e annuo | Risparmio di energia elettrica mensile e annuo | Risparmio di energia elettrica mensile e annuo | Risparmio di energia elettrica mensile e annuo | Risparmio di energia elettrica mensile e annuo | Risparmio di energia elettrica mensile e annuo | Risparmio di energia elettrica mensile e annuo | Risparmio di energia elettrica mensile e annuo | Risparmio di energia elettrica mensile e annuo |
| Anno                                                                                              | Marzo                                          | Aprile                                         | Maggio                                         | Giugno                                         | Luglio                                         | Agosto                                         | Settembre                                      | Ottobre                                        | Totale GW·h                                    |
| ------------------------------------------------------------------------------------------------- | ---------------------------------------------- | ---------------------------------------------- | ---------------------------------------------- | ---------------------------------------------- | ---------------------------------------------- | ---------------------------------------------- | ---------------------------------------------- | ---------------------------------------------- | ---------------------------------------------- |
| 2024                                                                                              | n.d.                                           | n.d.                                           | n.d.                                           | n.d.                                           | n.d.                                           | n.d.                                           | n.d.                                           | n.d.                                           | 340                                            |
| 2023                                                                                              | n.d.                                           | n.d.                                           | n.d.                                           | n.d.                                           | n.d.                                           | n.d.                                           | n.d.                                           | n.d.                                           | 370                                            |
| 2022                                                                                              | n.d.                                           | n.d.                                           | n.d.                                           | n.d.                                           | n.d.                                           | n.d.                                           | n.d.                                           | n.d.                                           | 420                                            |
| 2021                                                                                              | n.d.                                           | n.d.                                           | n.d.                                           | n.d.                                           | n.d.                                           | n.d.                                           | n.d.                                           | n.d.                                           | 450                                            |
| 2020                                                                                              | n.d.                                           | n.d.                                           | n.d.                                           | n.d.                                           | n.d.                                           | n.d.                                           | n.d.                                           | n.d.                                           | 400                                            |
| 2019                                                                                              | n.d.                                           | n.d.                                           | n.d.                                           | n.d.                                           | n.d.                                           | n.d.                                           | n.d.                                           | n.d.                                           | 505                                            |
| 2018                                                                                              | n.d.                                           | n.d.                                           | n.d.                                           | n.d.                                           | n.d.                                           | n.d.                                           | n.d.                                           | n.d.                                           | 554                                            |
| 2017                                                                                              | n.d.                                           | n.d.                                           | n.d.                                           | n.d.                                           | n.d.                                           | n.d.                                           | n.d.                                           | n.d.                                           | 567                                            |
| 2016                                                                                              | n.d.                                           | n.d.                                           | n.d.                                           | n.d.                                           | n.d.                                           | n.d.                                           | n.d.                                           | n.d.                                           | 573                                            |
| 2015                                                                                              | 16,2                                           | 144,0                                          | 80,5                                           | 31,1                                           | 30,3                                           | 31,9                                           | 70,6                                           | 147,7                                          | 552                                            |
| 2014                                                                                              | 12,6                                           | 143,8                                          | 76,9                                           | 29,2                                           | 28,6                                           | 30,7                                           | 79,7                                           | 148,2                                          | 549                                            |
| 2013                                                                                              | 7,0                                            | 149,0                                          | 81,0                                           | 31,0                                           | 30,0                                           | 32,0                                           | 81,0                                           | 158,0                                          | 569                                            |
| 2012                                                                                              | 56,0                                           | 129,0                                          | 81,0                                           | 34,0                                           | 34,0                                           | 33,0                                           | 85,0                                           | 161,0                                          | 613                                            |
| 2011                                                                                              | 30,0                                           | 150,0                                          | 87,0                                           | 35,0                                           | 36,0                                           | 38,0                                           | 86,0                                           | 185,0                                          | 647                                            |
| 2010                                                                                              | 18,3                                           | 150,0                                          | 87,0                                           | 35,0                                           | 36,0                                           | 38,6                                           | 85,5                                           | 194,0                                          | 644                                            |
| 2009                                                                                              | 0,2                                            | 169,0                                          | 87,0                                           | 34,7                                           | 35,6                                           | 38,0                                           | 85,5                                           | 193,0                                          | 643                                            |
| 2008                                                                                              | 0,2                                            | 169,0                                          | 86,7                                           | 34,5                                           | 35,5                                           | 38,0                                           | 85,3                                           | 197,0                                          | 646                                            |
| 2007                                                                                              | 32,0                                           | 169,0                                          | 86,0                                           | 34,0                                           | 35,0                                           | 38,0                                           | 85,2                                           | 164,5                                          | 643                                            |
| 2006                                                                                              | 0,0                                            | 169,0                                          | 87,0                                           | 34,0                                           | 35,0                                           | 38,0                                           | 85,0                                           | 197,0                                          | 645                                            |
| 2005                                                                                              | 0,0                                            | 167,0                                          | 86,0                                           | 34,0                                           | 35,0                                           | 37,0                                           | 84,0                                           | 197,0                                          | 640                                            |
| 2004                                                                                              | 0,0                                            | 178,0                                          | 72,0                                           | 27,0                                           | 29,0                                           | 51,0                                           | 85,0                                           | 167,0                                          | 609                                            |
| Nota: GRTN prima, e Terna poi, non sembrano avere fornito la metodologia utilizzata per la stima. |                                                |                                                |                                                |                                                |                                                |                                                |                                                |                                                |                                                |

Per il periodo compreso tra il 2004 e il 2012, l'ora legale ha permesso un risparmio di oltre 6 miliardi di kilowattora, con una minore spesa pari a novecento milioni di euro.
Da notare che per il 2011 il risparmio è stato di 647 milioni di kilowattora a fronte di un fabbisogno energetico totale del paese di 334.640 GWh, pari allo 0,19% nel 2011; e di 613 milioni di kWh a fronte di un fabbisogno energetico totale del paese di 328.220 GWh, pari di nuovo allo 0,19% nel 2012.
Nei giorni immediatamente successivi al "cambio dell'ora" (ossia al passaggio da ora solare a legale e viceversa), alcune persone lamentano disturbi dovuti all'alterazione del ciclo sonno-veglia. Si tratta dello stesso fenomeno che si riscontra nelle persone che viaggiano in aereo tra paesi separati da diversi fusi orari (il cosiddetto jet lag); in questo caso però l'effetto è minore perché il cambiamento di orario è di una sola ora e molte persone non avvertono alcun disturbo. Una ricerca condotta da vari cardiologi americani afferma che l'ora di sonno persa il giorno dopo l'entrata in vigore dell'orario estivo incrementa del 25% la probabilità di subire un infarto cardiaco. Questo rischio cala del 21% il giorno in cui l'ora di sonno persa viene recuperata.
Altri studi certificano un forte aumento di incidenti e infortuni sul lavoro nel giorno successivo all'entrata in vigore dell'ora legale.

## Adozione dell'ora legale

### Europa
Dal 1996 tutti i paesi dell'Unione europea, più la Svizzera e i paesi dell'est Europa, adottano lo stesso calendario per l'ora legale, nonostante le polemiche di alcuni stati membri. Fino all'ottobre 2011 anche la Russia era agganciata a questo sistema di cambio ora, poi è passata a sperimentare l'ora legale permanente, arrivando infine a ripristinare l'ora solare quale orario di riferimento per tutto l'anno (ora solare permanente). Il Regno Unito che fino al 31 gennaio 2020 ha fatto parte dell'Unione europea, seguendone le regole anche in termini di ora legale. Attualmente segue ancora le stesse date e modalità, dovendo ancora risolvere il "nodo Irlanda del Nord" in merito a questa questione.
Il protocollo che regolamenta l'ora legale in Europa stabilisce che per i tre fusi orari europei – Western European Time "WET": UTC+0 per l'Europa occidentale (Regno Unito, Irlanda e Portogallo, etc.), Central European Time "CET": UTC+1 per l'Europa centrale (quello a cui appartiene l'Italia insieme a Spagna, Francia, Svizzera, Germania, Polonia, ecc.), ed Eastern European Time "EET": UTC+2 per l'Europa orientale (Grecia, Finlandia, Romania, Bulgaria, Estonia, Lituania, Lettonia, Ucraina, Moldavia ecc.), il cambio dell'ora avvenga l'ultima domenica di marzo e l'ultima domenica di ottobre allo scoccare delle ore 1:00 UTC, cioè dalle ore 1:00/2:00/3:00 alle ore 2:00/3:00/4:00 in marzo, e viceversa in ottobre.
Per i paesi che adottano il fuso orario dell'Europa centrale (CET, UTC+1), tra cui l'Italia, quando scattano le ore 2:00 antimeridiane dell'ultima domenica di marzo gli orologi vengono spostati avanti di un'ora (ora solare CET+1, UTC+2), quindi l'ora che incomincerebbe alle 2:00 e terminerebbe alle 3:00 viene soppressa. Nel passaggio inverso (che avviene l'ultima domenica di ottobre), quando scattano le ore 3:00 antimeridiane si riporta l'orologio indietro di un'ora (torna l'ora solare CET, UTC+1), cioè l'ora che incomincia alle 2:00 e termina alle 3:00 viene ripetuta.
Questi orari sono stati scelti perché sono quelli in cui la circolazione dei treni e degli altri mezzi pubblici è ridotta al minimo, minimizzando così i disallineamenti rispetto agli orari giornalieri programmati. È importante notare che l'ora legale scatta contemporaneamente in tutta l'Unione: se il cambio avviene dunque fra le 2 e le 3 nell'Europa centrale, avviene fra l'una e le 2 in Repubblica d'Irlanda e Portogallo e fra le 3 e le 4 in Grecia, Cipro, Finlandia, Paesi baltici, Bulgaria e Romania.
Tra il 4 luglio 2018 e il 16 agosto 2018, sul sito della Commissione europea si svolse una consultazione pubblica aperta sulle disposizioni relative all'ora legale, in cui, tra le domande, nel caso di abolizione del cambio orario veniva posta l'alternativa tra il mantenere sempre l'ora solare o il mantenere sempre l'ora legale. La consultazione ottenne 4,6 milioni di risposte – il numero più alto mai ricevuto da una consultazione pubblica UE.

#### Italia
In Italia l'ora legale nacque come misura di guerra nel 1916, tramite il decreto legislativo luogotenenziale n. 631 del 25 maggio che modificò il precedente Regio Decreto n. 490 del 10 agosto 1893 relativo al meccanismo di calcolo dell'ora in vigore nel paese, rimanendo in uso fino al 1920.
Dal 1940 al 1948 fu abolita e ripristinata diverse volte a causa della seconda guerra mondiale. In tale occasione si ebbe il periodo di massima durata dell'ora legale: dal 14 giugno 1940 al 2 novembre 1942. La creazione della Repubblica Sociale comportò per due anni la sfasatura dell'applicazione dell'ora legale fra il Nord e il Sud del paese. Durante l'occupazione jugoslava di Trieste l'esercito titino la vietò per allineare l'orario della città a quello della Jugoslavia. L'ora legale venne adottata definitivamente con la legge 503 del 1965.
L'ora legale stabilita da tale legge, applicata per la prima volta nel 1966, durava quattro mesi, dall'ultima domenica di maggio all'ultima domenica di settembre; in quell'anno specifico restò in vigore dal 22 maggio al 24 settembre. Tale durata venne estesa a sei mesi nel 1980 anticipando l'inizio alla prima domenica di aprile e poi dal 1981 all'ultima domenica di marzo. Un ulteriore prolungamento di un mese è stato introdotto nel 1996, insieme con il resto dell'Europa, quando la fine fu spostata all'ultima domenica di ottobre.
La legge n. 1144/1966 delegò a un decreto del Presidente della Repubblica il compito di decidere annualmente inizio e fine dell'ora legale rispettivamente nel periodo 31 marzo – 10 giugno e 20 settembre – 31 ottobre. Nel 1980 il decreto-legge n. 270 modificò tali periodi anticipando il possibile inizio al 28 marzo. Due anni dopo si anticipò il potenziale periodo di avvio dell'ora legale al 15 marzo.
Solo nel 2010 l'Italia, con l'art. 22 della legge n. 96, recependo la direttiva 2000/84/CE del Parlamento europeo (direttiva a firma del presidente Nicole Fontaine), fissò ufficialmente l'inizio dell'ora legale alle ore 2:00 del mattino dell'ultima domenica di marzo e il termine alle 3:00 del mattino dell'ultima domenica di ottobre, pratica comunque già di fatto in uso in Italia fin dal 1996.

#### Svizzera
In Svizzera l'ora legale è stata adottata per la prima volta nel 1981.

### Paesi equatoriali
In generale, i Paesi della fascia tropicale non adottano l'ora legale, in quanto la variazione delle ore di luce durante l'arco dell'anno è minima e non consente di avere ore di luce sufficienti la mattina per giustificare uno spostamento di lancette in avanti di un'ora per aggiungere luce alla sera.

### Emisfero australe
Nell'emisfero australe solo Cile e Nuova Zelanda applicano l'ora legale e l'ora solare: essendo le stagioni invertite rispetto all'emisfero boreale, anche l'ora legale segue un calendario invertito. Ad esempio in alcuni stati dell'Australia è in vigore da ottobre a fine marzo o inizio aprile.

### Altri paesi
In Africa l'ora legale è scarsamente usata e, in paesi come la Tunisia, viene applicata soltanto negli anni in cui il Ramadan cade in periodo di ora solare, in modo tale che non vengano artificialmente allungate le ore (diurne) di digiuno dei fedeli musulmani, precedenti il tramonto. 
In Russia, dal 2011 a ottobre 2014, a seguito di una decisione presa da Dmitrij Medvedev, è stata adottata per tutto l'anno l'ora legale (ovvero l'orario estivo, cioè con gli orologi posti un'ora avanti rispetto al fuso orario). Da ottobre 2014, dopo l'approvazione di una proposta parlamentare, l'ora legale è stata abolita ed è tornata in vigore l'ora solare per tutto l'anno. 
La Bielorussia, vista la vicinanza politica alla Russia, ha deciso di adottare il suo stesso sistema orario, il chè ha significato una forma di ora legale permanente. In Ucraina sull'ora legale è stata votata una sua futura abolizione. Nelle regioni ucraine occupate dalla Russia in seguito alla guerra del 2022, e in Crimea dal 2014, le autorità russe hanno imposto l'ora di Mosca (UTC+3), senza cambio dell'ora.

## Dispositivi
Come in passato, gli orologi meccanici e quelli digitali richiedono un aggiornamento manuale per mostrare correttamente l'orario in occasione del passaggio all'ora legale o del ritorno all'ora solare.
Per diversi dispositivi elettronici moderni (computer, cellulari, ecc.), anche se non collegati a internet, l'orario di sistema viene aggiornato automaticamente sulla base delle impostazioni locali, ma può comunque essere impostato manualmente.